# Richard Croft (Ritter)

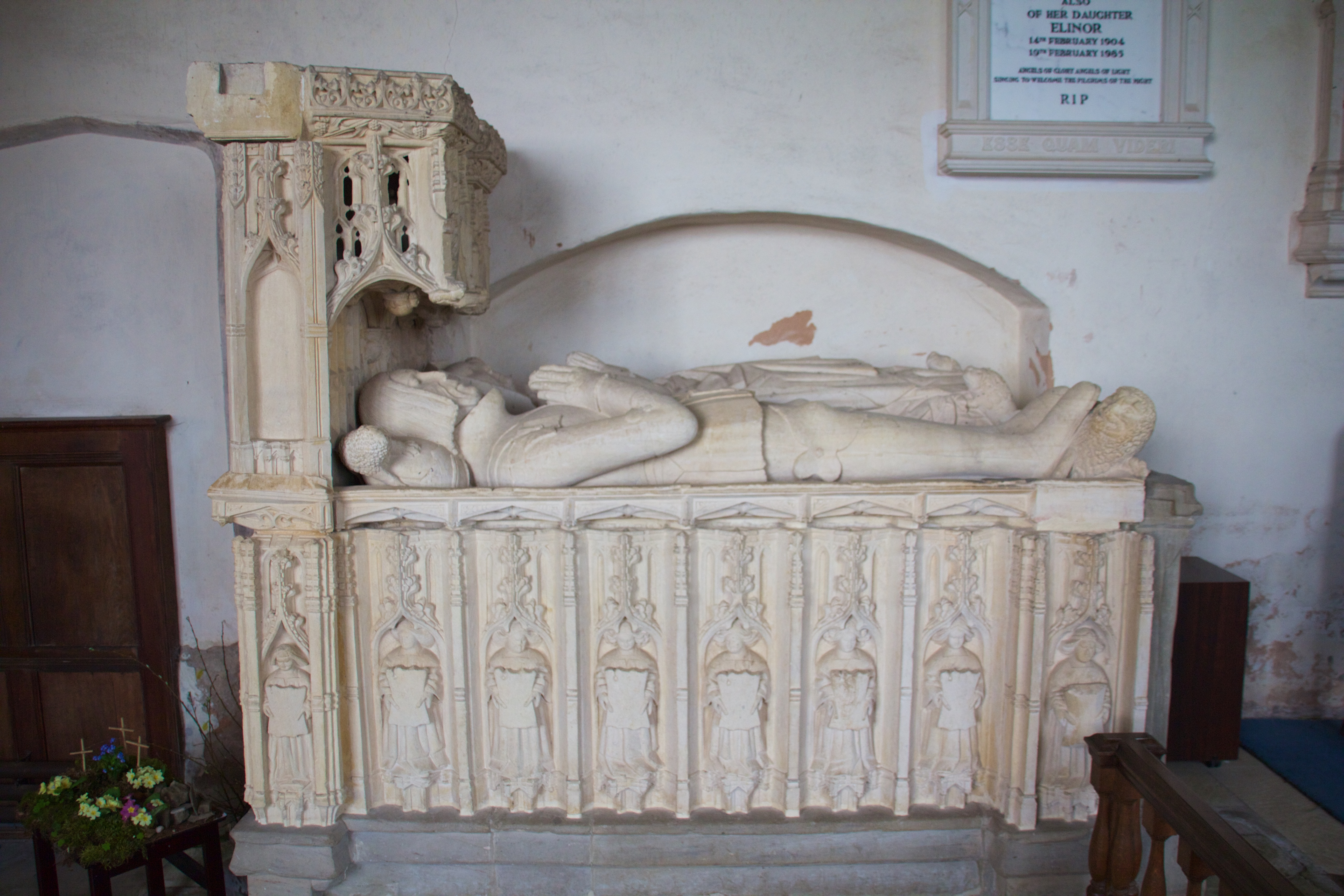
Grab von Sir Richard Croft in der St. Michael & All Angels’ church

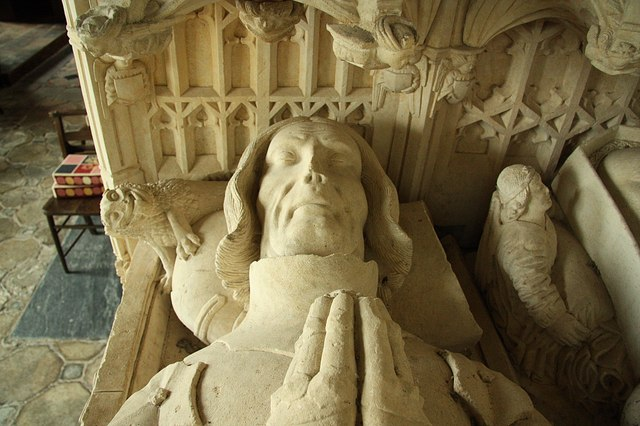
Grab von Sir Richard Croft in der St. Michael & All Angels’ church

Sir Richard Croft of Croft Castle († 29. Juli 1509) war ein englischer Ritter.

## Leben
Er war ein Sohn von William Croft und Margaret Walweyn.
Die Familie Croft war sehr eng mit der Familie Mortimer of Wigmore befreundet, und damit auch dem Haus York verbunden.
Er begann seine Karriere 1454 als Governor of Ludlow Castle und Tutor für Eduard, Earl of March, den späteren König Eduard IV., und Edmund, Earl of Rutland, die beiden älteren Söhne von Richard Plantagenet, 3. Duke of York.
Aus dieser Zeit ist auch ein Brief von Eduard an seinen Vater überliefert, worin er sich unter anderem über die Strenge seines Tutors beklagt, was aber deren zukünftiger Beziehung nicht geschadet zu haben scheint, da sie beide als Freunde bezeichnet werden.
Während der Rosenkriege stand er treu zum Haus York und kämpfte bei der Schlacht von Mortimer’s Cross Februar 1461, die auf seinen eignen Ländereien ausgetragen wurde, bei der Schlacht von Towton im März 1461, bei Barnet im April 1471 und bei Tewkesbury im Mai 1471, wo es ihm gelang Edward of Westminster, den Sohn von Heinrich VI. und Margarete von Anjou, den Thronfolger aus dem Haus Lancaster, gefangen zu nehmen und an Eduard IV. auszuliefern. Hierfür erhielt er noch auf dem Schlachtfeld vom König den Ritterschlag als Knight Bachelor.
Sir Richard war Sheriff von Herefordshire in den Jahren 1470/71, 1476 und 1485 und mit etlichen Aufgaben als Commissioner in Herefordshire betraut.
Unter König Richard III. wurde er Treasurer of the King’s Household.
Auch in der Regierungszeit von König Heinrich VII. bekleidete Sir Richard mehrere Ämter, zum Beispiel Treasurer of the King’s Household, Receiver General of the Earldom of March und Steward to Prince Arthur.
Sir Richard wurde auch bei der Anhörung im Januar 1486 als Testator gehört, in der es um den päpstlichen Dispens für die Heirat von Heinrich VII. mit Elizabeth of York ging.
Am 16. Juni 1487 kämpfte Sir Richard für Heinrich VII. bei der Schlacht von Stoke und wurde vor der Schlacht vom König zum Knight Banneret geschlagen.
Sir Richard starb am 29. Juli 1509 und hat seine letzte Ruhestätte in der St. Michael and All Angels’ Church bei Croft Castle.

## Ehe und Nachkommen
Sir Richard war mit Eleanor, Tochter des Edmund Cornewall, Baron of Burford verheiratet. Seine Frau war die Witwe des Hugh Mortimer of Kyre.
Sie hatten folgende Kinder:
- John
- Anne ⚭ John Blount of Kingley
- Elizabeth ⚭  Richard Fiennes, 4. Baron Saye and Sele
- Edward (Sir)

Wahrscheinlich hatte das Paar noch weitere Kinder, da Sir Richard aber einen namensgleichen jüngeren Bruder hatte, ist dies in den Quellen nicht eindeutig zu ersehen.